# Elena Casati
Elena Casati (Como, 29 settembre 1824 – Mantova, 1882) è stata un'attivista italiana.

## Biografia
Nacque in una famiglia dalle idee liberali e patriottiche. Suo padre era Giovanni Isacco Casati e sua madre era Luisa Riva, dalla quale ereditò le idee femministe più delle sue sorelle Adele, Maria Leopoldina e Alina. Frequentò l'ambiente intellettuale degli amici di sua madre, dal quale apprese la musica e la letteratura. Dopo la morte di Luisa Riva si trasferì con sua sorella Alina dai suoi zii, ma presto decise di spostarsi a Genova in cerca di una maggiore libertà nell'esprimere le sue idee avanguardistiche. Fu al centro dell'organizzazione della corrispondenza clandestina con Giuseppe Mazzini ed ebbe modo di conoscere Maurizio Quadrio, Alberto Mario e Jessie White. Nel 1858 sposò il medico e patriota Achille Sacchi, con il quale ebbe 15 figli, tra cui le femministe Ada e Beatrice e l'esploratore Maurizio Sacchi.
Con Carlotta Benettini e Laura Solera Mantegazza organizzò una raccolta di fondi e di armi per la causa garibaldina, e nel 1866 a Mantova si batté per i diritti delle donne assieme a Gualberta Alaide Beccari, Anna Maria Mozzoni e Jessie White. Morì a Mantova nel 1882.